# Paradaxata villosa
Paradaxata villosa là một loài bọ cánh cứng trong họ Cerambycidae.